# Lépidoptérologie

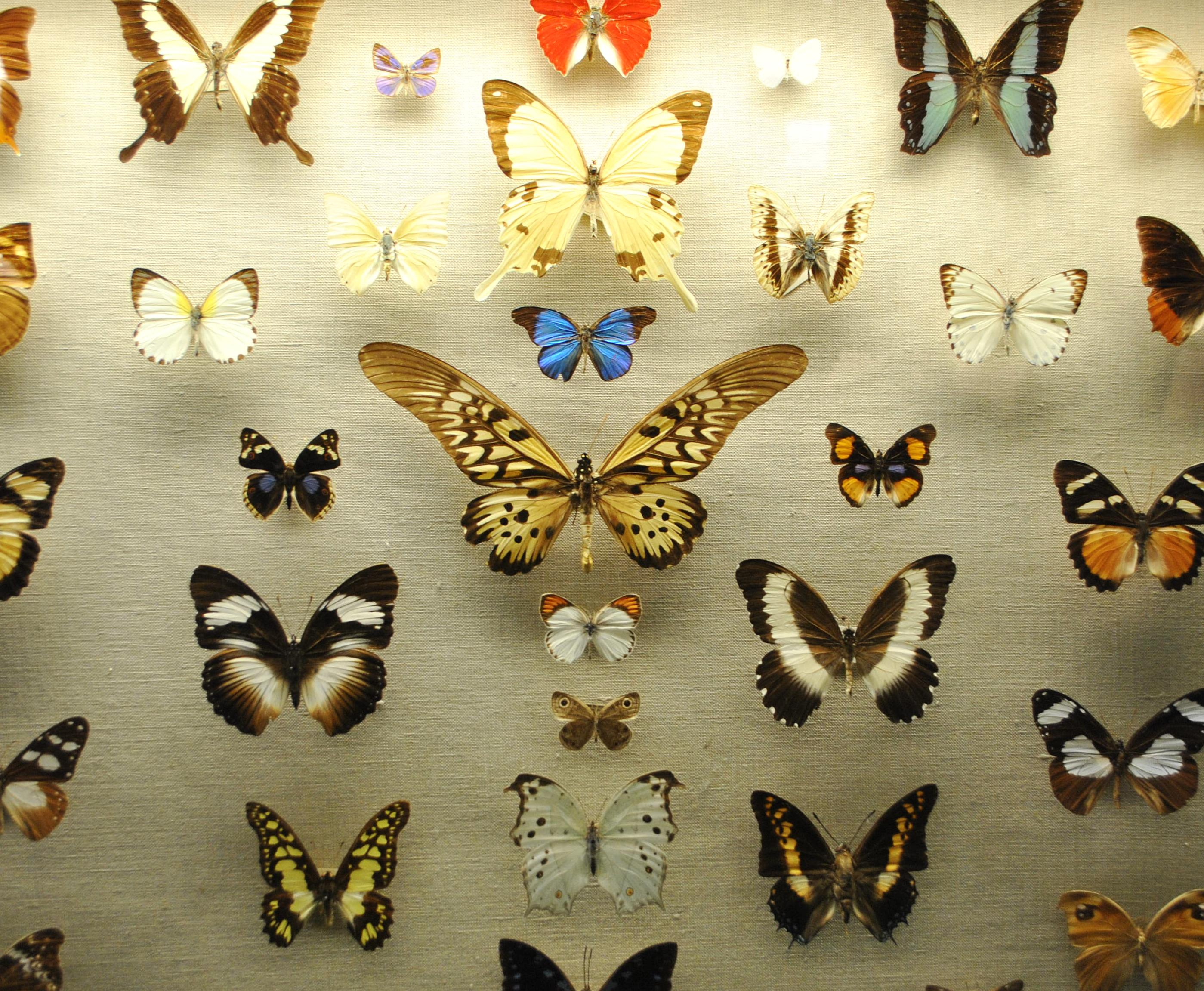
Collection de papillons de l'American Museum of Natural History.

La lépidoptérologie est une science liée à l'entomologie spécialisée dans l'étude des papillons ou lépidoptères (Lepidoptera).
Les personnes pratiquant cette science (amateurs ou professionnels) sont appelées soit des lépidoptéristes, soit des lépidoptérologues.